# Robijnstraat
De Robijnstraat is een straat in Brugge.

## Beschrijving
De oorspronkelijke naam van deze kleine straat was Robijtstraat, naam die verwees naar een familie Robyt:
- 1388: huis in de Kuipersstraat toebehorende aan Jan Robyt.
- 1398: een huus staende in 't Robytstraetkin
- 1550: een huis staende op de Buerse, op de houc van het Robytstraetkin.

In latere jaren, de herinnering aan de Robyts waarschijnlijk vervaagd zijnde, maakte de volksmond er Robijnstraat van.
Toen een paar huizenblokken in 1866-1869 werden weggesaneerd moest het Robijnstraatje er grotendeels aan geloven. Er bleef slechts een klein eindje straat over.
De straat loopt van de Adriaan Willaertstraat naar de Grauwwerkersstraat.